# Huzhen (köpinghuvudort i Kina, Zhejiang Sheng, lat 28,81, long 120,25)
Huzhen (kinesiska: 壶镇, 壶镇镇) är en köpinghuvudort i Kina. Den ligger i provinsen Zhejiang, i den östra delen av landet, omkring 160 kilometer söder om provinshuvudstaden Hangzhou. Antalet invånare är 79 527. Befolkningen består av 39 132 kvinnor och 40 395 män. Barn under 15 år utgör 17,0 %, vuxna 15-64 år 71 %, och äldre över 65 år 10,0 %.
Runt Huzhen är det ganska tätbefolkat, med 166 invånare per kvadratkilometer. Huzhen är det största samhället i trakten. I omgivningarna runt Huzhen växer i huvudsak blandskog.
Genomsnittlig årsnederbörd är 2 368 millimeter. Den regnigaste månaden är juni, med i genomsnitt 417 mm nederbörd, och den torraste är januari, med 69 mm nederbörd.